# الحنشة (سيدي الطيبي)
الحنشة هي إحدى مشيخات المملكة المغربية، تتبع جغرافيا لإقليم القنيطرة وإداريًا لسيدي الطيبي. يقدر عدد سكانها بـ 3730 نسمة حسب الإحصاء الرسمي للسكان والسكنى لسنة 2004.